# Ormaiztegi
Ormaiztegi is een gemeente in de Spaanse provincie Gipuzkoa in de regio Baskenland met een oppervlakte van 7 km². Ormaiztegi telt 1.316 inwoners (1 januari 2016).

## Geboren
- Gorka Izagirre (7 oktober 1987), wielrenner
- Jon Izagirre (4 februari 1989), wielrenner